# Johannes Bobrowski

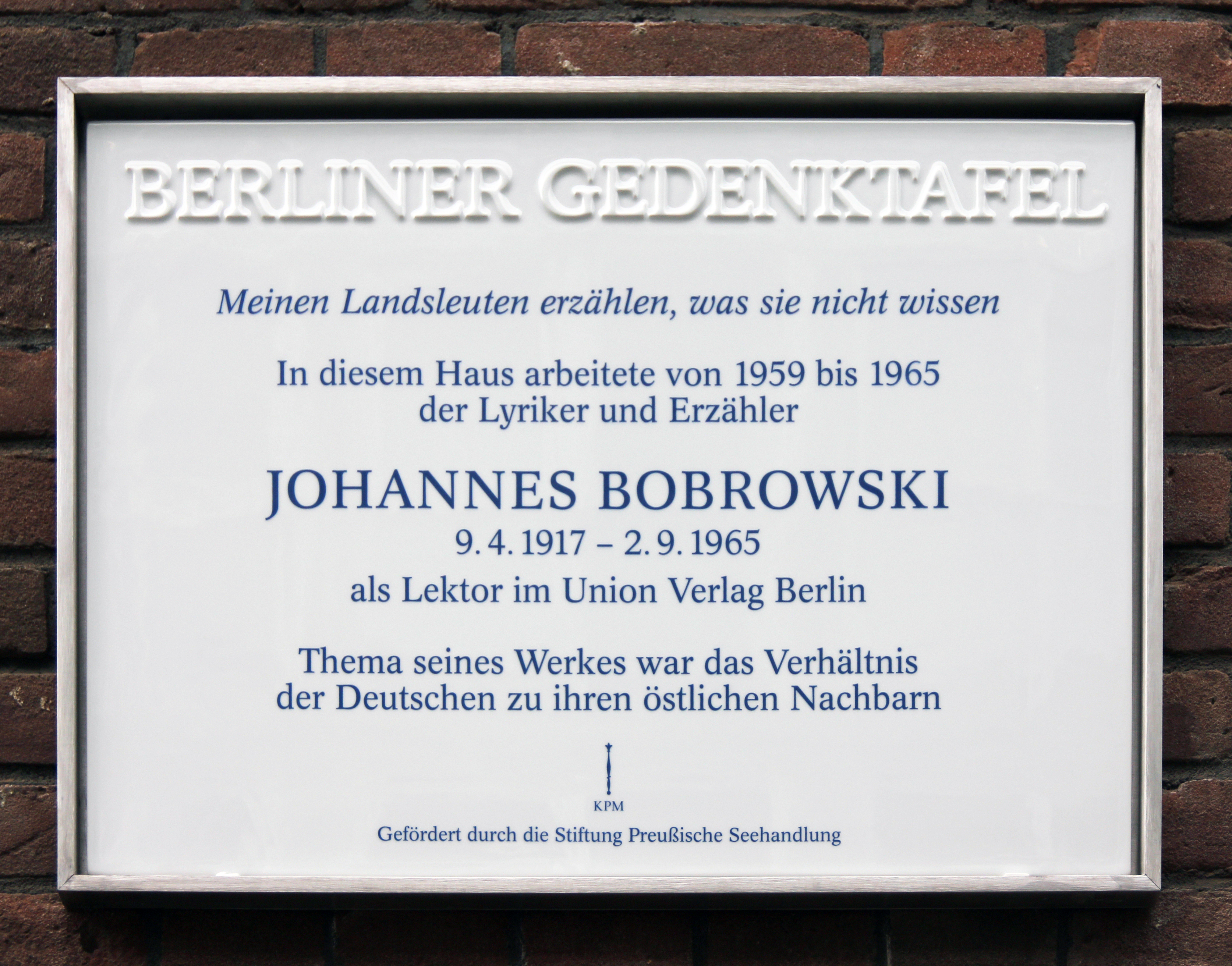
Placa conmemorativa de Berlín, Johannes Bobrowski, Zimmerstraße 80, Berlín-Mitte, Alemania

Johannes Konrad Bernhard Bobrowski (Tilsit, Prusia Oriental, 9 de abril de 1917-Berlín, 2 de septiembre de 1965) fue un narrador y poeta alemán.

## Vida
Procedía de una familia conservadora bautista. La familia se trasladó en 1925 a Rastenburg (actualmente Kętrzyn, en Polonia), y en 1928 a Königsberg, donde Bobrowski acudió al Altstädtisches Gymnasium, un gimnasio humanista. Influyó mucho en su obra las vacaciones veraniegas que disfrutó con sus parientes en los pueblos junto al río Niemen, entre Rambynas y Jūra, marcados por la cultura de inmigración de Lituania Menor. Después de finalizar su abitur en 1937 tuvo que trasladarse a Königsberg dos años para realizar el servicio militar, mientras su padre y su hermana menor se instalaban en Berlín; en esta ciudad comenzó a estudiar Bobrowski historia del arte. Al igual que su familia, se adhirió a la Iglesia Confesante en 1935. Participó como cabo en toda la Segunda Guerra Mundial (invasión alemana de Polonia de 1939, norte de Francia, Operación Barbarroja: Kaunas, Porchow, Nowgorod, Ilmensee). A finales de 1941 pudo estudiar un semestre de historia del arte; rechazó ser miembro del Partido Nacionalsocialista Obrero Alemán, lo que le hubiera permitido estudiar por un periodo más largo. Su primer poema apareció publicado en la revista Das Innere Reich. Entre 1945 y 1949 fue prisionero soviético; allí, en la zona del río Don, trabajó en una explotación de carbón.
Desde su liberación hasta su muerte residió en Friedrichshagen. Trabajó como lector en Berlín Este, primero con la editorial especializada en literatura infantil Altberliner Verlag Lucie Groszer, y desde 1959 como lector de literatura recreativa de la editorial cristiana Union Verlag Berlin. En 1955 se publicó en la revista literaria dirigida por Peter Huchel, Sinn und Form, los primeros poemas de Bobrowski desde 1944. Los siguientes aparecieron casi siempre en antologías y revistas de la República Federal Alemana (RFA), si bien sus esfuerzos en reunir sus poemas en un único volumen eran infructuosos. Por primera vez, en 1961, apareció un libro con su poesía, Sarmatische Zeit, editado por Deutsche Verlags-Anstalt, y que al poco tiempo se publicó en la República Democrática Alemana (RDA). Después se publicó su segundo poemario, Schattenland Ströme, además de relatos y novelas. En la RFA le publicaban las editoriales Deutsche Verlags-Anstalt y Verlag Klaus Wagenbach, y en la RDA Union Verlag Berlin. Siempre se consideró un poeta alemán que rechazó la separación entre la literatura del este y del oeste de su país.
A partir de 1960 formó parte del Grupo 47, y en 1962 recibió su premio, hecho que le dio fama internacional. Debido a su creciente popularidad, y al hecho de que era una autor que se desenvolvía en las dos Alemanias, fue vigilado por la Stasi. En 1963 se convirtió en miembro de la Deutscher Schriftstellerverband, algo que hasta entonces había evitado.
Falleció el 2 de septiembre de 1965 a consecuencia de un problema con el apéndice y fue enterrado en el cementerio Christophorus de Friedrichshagen; el artista Wieland Förster diseñó la tumba. Hoy está en el Ehrengrab de Berlín. Su legado literario se encuentra en el Deutsches Literaturarchiv Marbach, y su biblioteca dentro de las colecciones históricas de la Zentral- und Landesbibliothek Berlin. Se pueden ver objetos originales de su despacho en una exposición permanente en Willkischken (Lituania).

## Premios
- Premio Alma Johanna Koenig, 1962
- Premio del Grupo 47, 1962
- Premio Heinrich Mann, 1965[7]
- Premio Charles Veillon, 1965
- Premio F. C. Weiskopf, 1967

## Obra
- Sarmatische Zeit (1961)
- Schattenland Ströme (1962)
- Levins Mühle. 34 Sätze über meinen Großvater (1964)
- Boehlendorff und Mäusefest (1965)
- Litauische Claviere (1966)
- Wetterzeichen (1966)
- Der Mahner (1967)
- Im Windgesträuch (1970)
- Literarisches Klima – Ganz neue Xenien, doppelte Ausführung (1977)
- Gesammelte Werke in sechs Bänden (obras completas en seis volúmenes)